# Katharina Oguntoye
Katharina Oguntoye (née en janvier 1959 à Zwickau, Allemagne de l'Est) est une écrivaine, historienne, militante et poète afro-allemande.
Elle a fondé l'association interculturelle à but non lucratif Joliba en Allemagne.
Elle a co-édité le livre Farbe bekennen avec May Ayim (alors May Opitz) et Dagmar Schultz, publié en 1989.

## Biographie

### Enfance et jeunesse
Née à Zwickau en Allemagne de l'Est d'une mère Allemande et d'un père Nigérian, Katharina Oguntoye grandit à la fois au Nigéria et en Allemagne.
Jusqu'à l'âge de sept ans, elle a d'abord vécu à Leipzig avant de déménager au Nigéria avec ses parents. Là-bas, elle vit dans un campus universitaire et fait connaissance avec la famille de son père.
Après la guerre du Biafra, elle rentre en Allemagne avec sa mère, tandis que son père reste au Nigéria avec ses frères cadets.

### Début du militantisme
Dans les années 1980, Katharina Oguntoye participe à l'émergence du mouvement féministe afro-allemand avec May Ayim, Audre Lorde, Dagmar Schultz et Ika Hügel Marshall .
En 1982, elle déménage à Berlin. Elle obtient son baccalauréat à l'école des adultes de Kreuzberg, puis elle étudie l'histoire à l'université technique de Berlin. En 1984, elle fréquente les cours d'Audre Lorde, afro-américaine et militante antiraciste et y rencontre May Ayim.

### Carrière littéraire
Encouragées par Audre Lorde et l'éditrice Dagmar Schultz, Katharina Oguntoye et May Ayim décident de s'intéresser au quotidien des Afroallemands,. Le livre Farbe bekennen naît de cette collaboration et est publié en 1989. Avant publication, elles organisent des lectures auprès d'autres personnes aux origines africaines pour vérifier si elles se reconnaissaient dans son contenu.[réf. nécessaire] Le groupe réfléchit également à un mot pouvant identifier les Allemands afro-descendants. En conséquence, le mot afro-allemand est utilisé pour la première fois dans le livre .
Si le livre est bien reçu dans la communauté afro-allemande, les féministes blanches ont un regard plus critique, notamment lors de l'évènement féministe Lesbenwoche. Dans une interview de 2020, Katharina Oguntoye revient sur les conséquences de son livre et ses répercussions, disant notamment qu'il obligerait désormais les féministes blanches à prendre en compte la réalité du privilège blanc.

### Carrière associative
En parallèle, l'association Initiative Schwarze Menschen in Deutschland (Initiative des Noirs Allemands ou ISD) émerge après la chute du mur de Berlin. Katharina Oguntoye passe presque dix ans à promouvoir les personnes afro-allemandes et à combattre le racisme au sein de l'ISD. Recherchant une nouvelle forme d'engagement, elle fonde avec deux de ses amies l'association Joliba en 1997. Le nom Joliba désigne le fleuve Niger (ou « gros ruisseau »).
En 1997, elle publie son livre Une histoire afro-allemand : les conditions de vie des Africains et des Afro-allemands en Allemagne de 1884 à 1950 .

## Prises de position

### Engagement associatif
L'association Joliba œuvre à créer un environnement positif pour les enfants afro-allemands en permettant par exemple au famille d'accéder facilement à des services de soutien professionnel ou social. Elle propose par exemple des cours d'allemand, des cours d'informatique, des conseils sociaux, des activités pour les enfants ainsi que des ateliers et des conférences sur le thème de l'interculturalité, du racisme et des discriminations. Elle mène aussi des projets, comme celui de l'exposition Black History in Berlin. 

### Expérience du racisme
Katharina Oguntoye se souvient de sa prise de conscience progressive du regard racisé des autres et du racisme. Elle explique qu'elle a grandi parmi d'autres personnes afro-descendantes, contrairement à d'autres Afro-Allemands. Grandir avec son père et d'autres Africains, des proches lui ont permis de voir son africanité d'une manière positive et un sentiment qui lui a manqué que lorsqu'elle est retournée en Allemagne, à l'âge de neuf ans. Le retour a été dur et elle reconnaît avoir souvent intériorisé le racisme et décrit comment elle a combattu ce dernier. Dans une conversation avec les autres éditeurs de l'anthologie Showing Our Colors, elle affirme : « De par le temps que j'ai passé en Afrique, je suis consciente des parties de moi qui s'expriment là-bas, et se taisent tout simplement ici en Allemagne. Parce que personne ne veut leur faire une place ici, et surtout pas mes amis. Je pense que les raisons de ce phénomène sont que les structures racistes nous empêchent de parler. En outre, il y a beaucoup de peur inconsciente derrière cela. ».
Au sein de Showing Our Colors, Oguntoye compose sa propre poésie, dont une grande partie se concentre sur sa propre compréhension de l'Afro-germanité, sa subjectivité afro-allemande, et la relation entre les femmes Afro-allemandes et le féminisme allemand blanc. La poésie est très importante pour Oguntoye et elle se souvient d'une mauvaise expérience avec la poésie quand elle était jeune.

### Expérience du lesbianisme et combat contre l'homophobie
Katharina Oguntoye vit son coming out à Berlin dans une collocation de femmes. Elle dit avoir eu besoin de deux coming out, l'un en tant que femme noire et l'un en tant que lesbienne. 
Le 16 mai 2020, Katharina Oguntoye reçoit un prix du Land de Berlin pour son combat contre l'homophobie, la biphobie, la transphobie et les discriminations de genre.

## Distinction
- Ordre du mérite de la République fédérale d’Allemagne

## Publications
- (de) Farbe bekennen: Afro-deutsche Frauen auf den Spuren ihrer Geschichte. Frankfurt am Main, Fischer Taschenbuch, 1992, 256 p.
- (de) "Mein Coming-Out als Schwarze Lesbe in Deutschland", Berlin, Querverlag, 2007, 160-163 p., in: Gabriele Dennert (Hrsg.), In Bewegung bleiben : 100 Jahre Politik, Kultur und Geschichte von Lesben